# Lyman (Carolina do Sul)
Lyman é uma cidade  localizada no estado norte-americano de Carolina do Sul, no Condado de Spartanburg.

## Demografia
Segundo o censo norte-americano de 2000, a sua população era de 2659 habitantes.
Em 2006, foi estimada uma população de 2798, um aumento de 139 (5.2%).

## Geografia
De acordo com o United States Census Bureau tem uma área de
10,5 km², dos quais 10,5 km² cobertos por terra e 0,0 km² cobertos por água.

## Localidades na vizinhança
O diagrama seguinte representa as localidades num raio de 12 km ao redor de Lyman.